# Рас, Майкл
Майкл Рас (англ. Michael Ruhs; род. 27 августа 2002) — австралийский футболист, выступающий на позициях полузащитника и нападающего в клубе «Уэстерн Юнайтед».

## Карьера
В 2019 году в составе юношеской сборной Австралии принимал участие в чемпионате мира в Бразилии, где австралийцы под руководством Тревора Моргана в 1/8 финала уступили сборной Франции со счётом 0:4.
С 2016 по 2020 год защищал цвета «Сидней Юнайтед 58» (сначала в молодёжной команде, а затем и основной).
В октябре 2020 года подписал контракт с новообразованным клубом «Макартур», выступающим в Эй-лиге, высшем дивизионе футбола Австралии, с 2020 года.